# .gs
.gs je vrhovna internetska domena (country code top-level domain - ccTLD) za Južnu Georgiju i otočje Južni Sandwich. Domenom upravlja Atlantis North Ltd.

## Vanjske poveznice
- IANA .gs whois informacija  Arhivirana inačica izvorne stranice od 28. travnja 2006. (Wayback Machine)